# Llanteno
Llanteno es un concejo del municipio de Ayala, en la provincia de Álava. 

## Geografía
El lugar está bañado por el río Llanteno.

### Ubicación
| Noroeste: Arceniega | Norte: Sojoguti        | Nordeste: Opellora |
| Oeste: Costera      |                        | Este: Sojo         |
| Suroeste: Zuaza     | Sur: Retes de Llanteno | Sureste: Terno     |

## Historia
Hacia mediados del siglo XIX, el lugar, ya por entonces perteneciente a Ayala, tenía contabilizada una población de 220 habitantes. Aparece descrito en el décimo volumen del Diccionario geográfico-estadístico-histórico de España y sus posesiones de Ultramar de Pascual Madoz con las siguientes palabras:

LLANTENO: l. ó valle del ayunt. de Ayala (á Respaldiza 1 1/2 leg.), prov. de Alava (á Vitoria 9), part. jud. de Amurrio (3/4), aud. terr. de Burgos (22), c. g. de las Provincias Vascongadas, dióc. de Santander (20): sit. en llano á escepcion del barrio de Lablanca, que está en una altura, disfruta de clima templado y sano; siendo los vientos reinantes el N. y S. Se compone de 21 barrios llamados: Lablanca, Ureta, Lezalde, Chabarri, Abiega, La Cabaña, Mimenza, Chabes, Inorza, Pigueresa, Uliarte, La Serna, Puente de la Tabla, Pizparruchi, Yoregui, La Mota, Satía, Petíz, Basabru, Garavilla y Opetarache, cada uno de los cuales tiene su fuente y reunen 89 casas esparcidas en cas.; hay escuela de ambos sexos concurrida por 30 niños y 6 niñas, y dotada con 700 rs.; igl. parr. (Santiago Apóstol), de entrada, servida por 2 beneficiados de provision del duque de Berwick, y un sacristan de nombramiento del valle, cementerio, una ermita dedicada á San Roman, y un famoso santuario bajo la advocacion de Ntra. Sra. Lablanca, en el barrio de este nombre. El térm. confina N. Gordejuela; E. Oquendo y Menagaray; S. este último pueblo y Costera, y O. Arciniega; siendo su estension de 3/4 leg. de N. á S. y 1 de E. á O.: dentro de su circunferencia se hallan los montes Esquinza, Ureta, Ganzorros y otros, poblados de castañas, robles, bortos, otaca, brezo, espinos y zarzas; criando ademas buenos pastos. El terreno es bueno, perteneciente á la primera y segunda clase; le baña el r. Llanteno, al que cruzan en este térm. los puentes de Ureta y de la Tabla, ya citado. caminos: locales y en mal estado. El correo se recibe de Arciniega por balijero. prod.: trigo, maiz, patatas y toda clase de legumbres y hortalizas; cria de ganado vacuno, caballar, lanar y cabrío; caza de liebres, perdices, jabalíes, corzos, zorros y garduñas; y pesca de ricas truchas, anguilas y barbos. ind.: 3 molinos harineros. pobl.: 56 vec., 220 alm. contr.: con su ayunt. (V.)
(Madoz, 1847, p. 488)

En 2022, tenía empadronados 104 habitantes.

## Demografía
| Gráfica de evolución demográfica de Llanteno entre 2000 y 2021 |
|                                                                |
| Población de derecho según los censos de población del INE.    |

## Patrimonio
Hay en el concejo una iglesia de Santiago Apóstol, una ermita de San Román y un santuario de Nuestra Señora de la Blanca.